# Gran Torre Santiago
Gran Torre Santiago (Velká věž Santiagu) je mrakodrap postavený roku 2013 v chilském hlavním městě Santiago de Chile. S výškou rovných 300 metrů je nejvyšší budovou Jižní Ameriky a po australském Q1 druhou nejvyšší stavbou na jižní polokouli (pokud se od Q1 odečte padesátimetrová anténa, je Gran Torre Costanera dokonce vyšší). Nejvyšší obytné podlaží se nachází ve výšce 249 m.
Věž je součástí moderního obchodního a úředního komplexu Costanera Center, zbudovaného v obci Providencia v severní části aglomerace Santiaga: tato část metropole má přezdívku Sanhattan (santiagský Manhattan). Majitelem objektu je společnost Cencosud, postavila ho stavební firma René Lagos y Asociados. Budova má sedmdesát pater, z toho 64 nadzemních. Obsluhuje ji 24 výtahů, celková obytná plocha činí okolo sedmi set tisíc čtverečních metrů. Plánuje se, že po uvedení do plného provozu jí projde 240 000 lidí denně. Budova byla navržena tak, aby vydržela zemětřesení, která jsou v oblasti Santiaga dosti častá. Stanice metra Tobalaba se nachází v blízkosti mrakodrapu.